# Julia Samuël
Julia Elisabeth Samuël (Paterswolde, 20 juli 1959) is een Nederlandse oud-televisie- en radiopresentatrice. Ze werkt sinds 2006 voornamelijk voor de Drive Against Malaria ter bestrijding en preventie van malaria, door samen met oprichter David Robertson in met name Afrika geïmpregneerde muskietennetten te verspreiden. Daarnaast zorgen zij voor diagnose en medicatie.
Samuël werd in 2008 samen met Robertson uitgenodigd door de Royal Geographical Society in Londen om een lezing te geven over haar werk in Afrika. In 2010 is Samuël gestart met haar studie Tropical Medicine and Infectious Diseases. In 2013 zijn Samuël en een Britse collega enige tijd gegijzeld geweest in de Centraal-Afrikaanse Republiek door een groep Seleka-rebellen. Ze werden 200 kilometer voor de grens met Kameroen overvallen.  Uiteindelijk zijn ze ontsnapt dankzij een van de gijzelnemers.

## Mediacarrière
Samuël studeerde kinderpsychologie. Tussen 1986 en 2002 werkte Samuël voor Veronica en Yorin. Bij Veronica was ze omroepster en presenteerde onder meer de programma's Veronica Auto naast Huub Stapel, Vivenda TV (1995-1996), Geld Ligt Op Straat, Police Camera Action, Amazones, De Heilige Koe, Outfit, Veronica Goes ... en voor Yorin Casino TV. Voor Teleac presenteerde ze Ik zie het weer zitten. In 1990 ontving zij de Gold Camera Award in New York voor de film CADANS, die in het Theater Tuschinski in Amsterdam in première ging. In 2001 vervaardigde zij de vierdelige documentaire Crossing Africa, die werd uitgezonden door Veronica. In 2005 gaf de wereldgezondheidsorganisatie in Genève haar de opdracht de driedelige documentaire Challenge Africa te produceren, die in Groot-Brittannië op Channel 4 werd uitgezonden gedurende de G8 bijeenkomst in Edinburgh.
Daarnaast is de stem van Samuël regelmatig te horen in commercials en op de radio. Vanaf 1998 was ze de vrouwelijke stem van Veronica FM, in 2004 en 2005 presenteerde ze het programma RTL Love Songs voor RTL FM en in 2003 werd Samuël de vaste vrouwenstem in de vormgeving van Radio Veronica. Haar boek Niemand weet waar ik ben (geschreven samen met Elise Lengkeek) kwam in oktober 2009 uit.

## Gezondheid
Toen Samuël begin dertig was genas ze van keelkanker en zeven jaar daarna van borstkanker. Ze besloot zich in te gaan zetten in het bestrijden van malaria nadat ze de vierdelige documentaire Crossing Africa had vervaardigd in 1999. Ze liep daarbij zelf de ziekte op in 2006 in Mozambique. Na het oplopen - en genezen - van malaria, stopte ze met al haar mediawerk. Op 22 oktober 2009 werd bekendgemaakt dat Samuël opnieuw kanker had, ditmaal botkanker. Ze besloot echter geen chemotherapie te ondergaan, dit omdat ze dan te ziek zou worden om zich nog in te kunnen zetten voor Drive Against Malaria.

## Trivia
- Op 8 juli 2008 was Samuël het onderwerp van een aflevering van het medische televisieprogramma Vinger aan de pols. Hierin vertelde ze over haar ziektes en haar beslissing om haar leven over een andere boeg te gooien.[6]
- Samuël poseerde voor de editie van maart 1999 van de Nederlandse Playboy.